# Lactuca alpina
Lactuca alpina là một loài thực vật có hoa trong họ Cúc. Loài này được (L.) A.Gray mô tả khoa học đầu tiên năm 1884.